# Аладжадаг
Аладжадаг, ранее также Аладжа (тур. Alaca Dağı, Думанлыдагы, Dumanlı Dağı) — отрог Карадага, расположенный на территории  азиатской части Турции, наполняет своими разветвлениями южную часть Карсской области (Карсское плоскогорье). Возвышенности эти и окружающая их местность открыты и не препятствуют обозрению на громадные расстояния, что предопределило важную стратегическую функцию владения хребтом и его пиком Аладжадаг.

## Историческое значение
В 1877 году после Зивинского сражения турецкая армия Мухтара-паши заняла Аладжу и усилила её целым рядом окопов. В ночь на 28 июня русские войска уничтожили свои осадные работы под Карсом и к 6 июля в числе не более 20 тысяч заняли против турок позицию у села Кюрюк-дара, выжидая прибытия подкреплений. Более или менее серьезные, но не имевшие решительных последствий столкновения между русскими и турками происходили у ладжи 6 и 13 августа, 20, 21 и 22 сентября. Наконец 3 октября, когда окончен был стратегический обход неприятельской позиции (совершенный колонною генерала Лазарева), турки-османы, одновременно атакованные с фронта и с тыла, были наголову разбиты. Часть их бежала в Карс, а около 7 тыс. сдалось в плен.
Бой 3 октября коренным образом изменил положение российских войск в Малой Азии, произвел переворот в настроении местного населения, особенно курдов, и открыл путь к ряду победе Российской империи в этой войне.